# Rhinopoma hardwickii
Rhinopoma hardwickii е вид бозайник от семейство Rhinopomatidae.

## Разпространение
Видът е разпространен в Алжир, Афганистан, Бангладеш, Буркина Фасо, Джибути, Египет, Еритрея, Етиопия, Западна Сахара, Йемен (Сокотра), Израел, Индия, Йордания, Ирак, Иран, Камерун, Кения, Кувейт, Либия, Мавритания, Мали, Мароко, Непал, Нигер, Нигерия, Оман, Пакистан, Саудитска Арабия, Сирия, Сомалия, Тайланд, Тунис, Чад и Южен Судан.